# سادات أباد (سميرم)
سادات‌ أباد هي قرية في مقاطعة سميرم، إيران. عدد سكان هذه القرية هو 1,585 في سنة 2006.